# Peter Frühauf
Peter Frühauf (* 15. August 1982 in Prešov, Tschechoslowakei) ist ein ehemaliger slowakischer Eishockeyspieler und derzeitiger -trainer, der im Verlauf seiner aktiven Karriere zwischen 1999 und 2019 unter anderem über 620 Spiele in der slowakischen Extraliga auf der Position des Verteidigers bestritten hat. Zudem absolvierte Frühauf weitere 193 Partien in der tschechischen Extraliga. Seinen größten Erfolg feierte er in Diensten des HC Slovan Bratislava mit dem Gewinn des Slowakischen Meistertitels im Jahr 2012.

## Spielerkarriere
Nachdem er in seiner Jugend für die Mannschaft aus Prešov, die unter dem Namen Dragon Prešov und HK VTJ Prešov aktiv war, und den HC Košice spielte, startete Peter Frühauf in der Saison 1999/2000 in seine erste Saison im Erwachsenenbereich und spielte für den HK VTJ Farmakol Prešov in der zweitklassigen 1. slowakischen Liga. Nach zwei Spielzeiten wechselte er nach Nordamerika und spielte für die Topeka ScareCrows in der United States Hockey League (USHL). Nach nur einem Jahr entschied er sich zurück in die Heimat zu gehen und schloss sich dem HC Košice aus der slowakischen Extraliga an, für den er insgesamt vier Jahre spielte. Zur Saison 2006/07 schloss er sich dem Vorjahresmeister MsHK Žilina an, mit dem er durch das Verpassen der Playoffs klar die Titelverteidigung verpasste. Mit der Mannschaft aus Žilina spielte er zudem im IIHF European Champions Cup 2007, wo man in der Ragulin Division hinter dem finnischen Verein HPK Hämeenlinna den zweiten Platz belegte und damit das Weiterkommen verpasste. In der Saison 2006/07 spielte er außerdem auch für HC Oceláři Třinec in der tschechischen Extraliga.
In der Saison 2007/08 spielte Peter Frühauf in der Slowakei für den HKM Zvolen und kassierte dabei in 57 Ligaspielen insgesamt 139 Strafminuten, von denen er alleine 32 Strafminuten in den sechs Playoff-Spielen kassierte. Zur darauffolgenden Saison wechselte er zum Ligakonkurrenten HC 05 Banská Bystrica, für die er insgesamt zwei Jahre spielte. In seinem zweiten Jahr für den Verein konnte in 50 Ligaspielen 40 Scorerpunkte sammeln, was sein Karrierebestwert ist. Zudem war mit den 36 Scorerpunkten in der Hauptrunde der erfolgreichste Defensivspieler und wurde später in das All-Star-Team der Extraliga-Saison 2009/10 gewählt. Durch seine Leistungen wurde er zur folgenden Spielzeit vom slowakischen Spitzenklub HC Slovan Bratislava verpflichtet und in der Saison 2021/12 konnte er mit seiner Mannschaft nach dem dritten Platz in der Hauptrunde in den Playoffs die Finalserie erreichen, wo man auf seinen Ex-Club HC Košice traf. Im Best-of-Seven-Modus setzte man sich durch einen Sieg im entscheidenden siebten Spiel durch und sicherte sich den Slowakischen Meistertitel.
Nach der Meisterschaft entschied sich der Verteidiger zu einem Wechsel ins Ausland und schloss sich in der tschechischen Extraliga dem HC Mountfield an. Nach der Saison wechselte er aufgrund von Problemen in Folge eines von der Extraliga abgeschlossenen Sponsorendeals mit dem großen Teil der Mannschaft zum Mountfield HK und war für die Mannschaft aus Hradec Králové insgesamt drei Spielzeiten aktiv. Nachdem er in der Saison 2016/17 für den HC Stadion Litoměřice in der 1. Liga, der zweithöchsten Liga im tschechischen Eishockey, und für den HC Škoda Plzeň in der tschechischen Extraliga gespielt hatte, wechselte er zur Saison 2017/18 zurück in die Slowakei und schloss sich dem HK Dukla Trenčín an. Nachdem man in der Hauptrunde den dritten Platz belegt hatte, erreichte er mit seiner Mannschaft in den Playoffs das Finale, wo man auf den HC 05 Banská Bystrica traf. Im Best-of-Seven-Modus musste man sich durch eine Niederlage im entscheidenden siebten Spiel geschlagen geben und mit der Vizemeisterschaft vorliebnehmen. Nach einer weiteren Saison für die Mannschaft aus Trenčín beendete er seine Karriere als Eishockeyspieler.

### International
Nachdem Frühauf bereits für die U18- und U20-Nationalmannschaft der Slowakei gespielt hatte, konnte er sich durch seine Leistungen in der Saison 2009/10 für die slowakische A-Nationalmannschaft empfehlen und wurde von Nationaltrainer Glen Hanlon für die Weltmeisterschaft 2010 in Deutschland nominiert. Er kam dabei in allen sechs Spielen der Slowakei zum Einsatz und konnte am 13. Mai beim 5:1-Sieg gegen Kasachstan das Tor zum Endstand vorbereiten. Schlussendlich belegte er mit seiner slowakischen Mannschaft bei seiner einzigen WM-Teilnahme als Spieler den zwölften Platz. Insgesamt vertrat er 20-mal in Freundschafts- und Pflichtspielen die slowakische Nationalmannschaft.

## Trainerkarriere
Nach seinem Karriereende als Spieler blieb er seinen bisherigen Verein HK Dukla Trenčín erhalten und wurde als ein Assistenztrainer angestellt. Während der Saison 2022/23 wurde er von seinen Aufgaben entbunden. Nachdem er bereits bei der Vorbereitung auf die Weltmeisterschaft 2022 das Trainerteam von Craig Ramsay unterstützt hatte, wurde er kurz nach seiner Entlassung beim HK Dukla Trenčín vom Slovenský zväz ľadového hokeja verpflichtet und soll als Assistenztrainer und Scout im Team von Craig Ramsey arbeiten. Zudem übernahm er auch im Rahmen der U20-Weltmeisterschaft 2023 in Kanada das Assistenztraineramt bei den U20-Junioren. Mit dem Team beendete er den Wettbewerb auf dem fünften Platz.

## Erfolge und Auszeichnungen
- 2010 All-Star Team der slowakischen Extraliga
- 2012 Slowakischer Meister mit dem HC Slovan Bratislava
- 2018 Slowakischer Vizemeister mit dem HK Dukla Trenčín

## Karrierestatistik

### International
Vertrat die Slowakei bei:
- U18-Junioren-Weltmeisterschaft 2000
- U20-Junioren-Weltmeisterschaft 2002
- Weltmeisterschaft 2010

(Legende zur Spielerstatistik: Sp oder GP = absolvierte Spiele; T oder G = erzielte Tore; V oder A = erzielte Assists; Pkt oder Pts = erzielte Scorerpunkte; SM oder PIM = erhaltene Strafminuten; +/− = Plus/Minus-Bilanz; PP = erzielte Überzahltore; SH = erzielte Unterzahltore; GW = erzielte Siegtore; 1 Play-downs/Relegation; Kursiv: Statistik nicht vollständig)

## Familie
Peter Frühauf heiratete die damalige slowakische Eishockeyspielerin und jetzige -trainerin Iveta Karafiátová, die seinen Namen annahm. Die beiden haben zwei gemeinsame Söhne.